# Léonor-Joseph Havin
Pour les articles homonymes, voir Havin.
 (mai 2019).
Léonor-Joseph Havin est un homme politique français né à Paris le 2 avril 1799 et décédé à Torigni-sur-Vire (Manche) le 12 novembre 1868. Il fut juge de paix à Saint-Lô, président du Conseil général de la Manche de 1839 à 1844 et en 1848, député de la Manche de 1831 à 1848 et de 1863 à 1868, et de 1851 à sa mort, directeur politique et rédacteur en chef du quotidien national Le Siècle sous le Second Empire.

## L'homme politique
Léonor-Joseph Havin passe quatre ans de sa jeunesse à Malines (Belgique), où son père, Léonor Havin, avait dû s'exiler comme régicide au retour des Bourbons (élu à la Convention en 1792, il avait voté la mort du roi, avec sursis et appel au peuple). De retour en France, Léonor-Joseph étudie le droit à l'université de Caen et devient avocat. Il fait partie de la jeunesse libérale opposée à la Restauration, approuve la révolution de 1830. Il quitte le barreau pour la magistrature, devient juge de paix à Saint-Lô où il s'établit jusqu’en 1835. Élu député de la Manche le 5 juillet 1831, il sera constamment réélu jusqu'en 1846. De 1839 à 1842, il fut l'un des quatre secrétaires de la Chambre et prend une part active à la discussion du budget, se fait l'avocat des associations et de l'instruction primaire. Pendant cette période, il siège dans l'opposition dynastique à côté d'Odilon Barrot et de Thiers. Auparavant, il était entré au Conseil général de la Manche (1833) qu’il préside à huit reprises. Il devient aussi maire de Torigni (1840) et organisera la campagne des banquets réformistes de cette ville (1847).
Après la fuite du roi Louis-Philippe le 24 février 1848, il se rallie à la République, est nommé le 26 février commissaire du gouvernement provisoire dans la Manche. Élu peu après dans ce département, il reprend sa place à la Chambre où il sera nommé six fois vice-président. À la suite de l'élection de Louis-Napoléon Bonaparte à la Présidence de la République, il passe à gauche, vote contre l’interdiction des clubs et pour l’expédition de Rome. Le 20 avril 1849, il démissionne de son  mandat de député pour entrer au Conseil d'État. Lors du coup d’État du 2 décembre 1851, il proteste, se démet de tous ses mandats et prend la direction du journal Le Siècle.

## Le directeur duSiècle

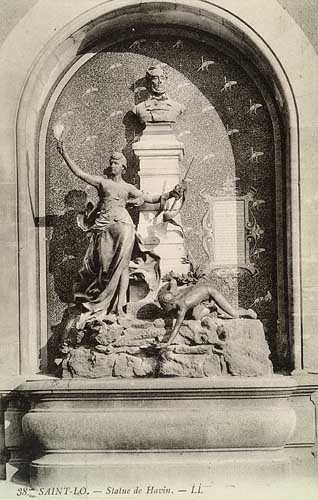
Monument-fontaine qui lui était dédié à Saint-Lô, également appelé La presse guide l'enfance à la source de la vérité.

À partir de ce moment, il se consacrera entièrement et jusqu'au bout à la direction du journal Le Siècle, dont il était déjà, depuis le décès de Louis Perrée (16 juin 1851), le rédacteur en chef. Il y montrera ses qualités d'administrateur et de politicien : fermeté et constance dans ses principes, habileté prudente. Le journal atteindra un pic d'influence. Cela ne l'empêchera pas, lors de la campagne d'Italie (1859), d'apporter un concours actif à l’empereur.
Havin n'écrivait dans Le Siècle qu'à de rares occasions. Plus préoccupé du fond que de la forme, il reste avant tout un homme politique sans prétention littéraire. Après avoir échoué à la députation en 1852 et 1857, il retrouve son siège en 1863 et se range dans la minorité indépendante. À la Chambre comme dans son journal, il appuie l’opposition, milite en faveur de l’enseignement, de la liberté de presse, du contrôle des finances, désapprouve les expéditions hasardeuses ; il soutiendra activement la souscription pour la statue de Voltaire et l'édition à bas prix de son œuvre. L'une de ses dernières actions sera de demander l'abolition du timbre des journaux lors des modifications de la législation sur la presse en 1868, juste avant sa mort.